# Ihor Kołomojski
Ihor Wałerijowycz Kołomojski (ukr. Ігор Валерійович Коломойський; ur. 13 lutego 1963 w Dniepropetrowsku) – ukraiński przedsiębiorca, magnat mediowy, właściciel klubu piłkarskiego FK Dnipro, działacz społeczności żydowskiej na Ukrainie, od 2008 r. prezes Zjednoczonej Wspólnoty Żydowskiej w kraju, przewodniczący Dniepropetrowskiej Obwodowej Administracji Państwowej Ukrainy (od 2 marca 2014 do 24 marca 2015).

## Życiorys
Pochodzi z rodziny żydowskiej. W 1985 r. ukończył studia w Dniepropietrowskim Instytucie Metalurgicznym ze stopniem inżyniera. Po 1991 r. zaangażował się w działalność biznesową, zakładając wraz z Giennadijem Bogoliubowem spółkę Sentoza, a później Prywatbank. Obecnie swą działalność biznesową koncentruje na mediach oraz przemyśle naftowo-chemicznym. Zasiadał w radzie nadzorczej spółki Prywatbank (do nacjonalizacji w 2016 r. udziałowiec większościowy), zasiada w radach nadzorczych spółek Naftochimik Prykarpattja i Ukrnafta. Stoi również na czele holdingu mediowego Hławred, który wydaje pisma „Profil”, „Nowaja gazieta” i „Hazeta po-kyjiwśky” oraz kontroluje agencję informacyjną UNIAN i telewizję 1+1. Posiada 3-procentowe udziały w holdingu Central European Media (CME), jest członkiem jej Rady Dyrektorów. Pełni obowiązki prezesa klubu piłkarskiego FK Dnipro. Właściciel linii lotniczych UIA (ukr. МАУ).
W 2006 r. znalazł się na trzecim miejscu w rankingu najbogatszych ludzi na Ukrainie, jego majątek szacowano wówczas na 2,8 mld USD. W 2007 r. i 2008 r. utrzymał miejsce w rankingu, a jego majątek wzrósł w ciągu dwóch lat do 6,5 mld USD.
Jest żonaty i ma dwoje dzieci. Posiada potrójne obywatelstwo: ukraińskie, izraelskie i cypryjskie. Najczęściej przebywa w Szwajcarii. 5 października 2008 Zjednoczona Wspólnota Żydowska na Ukrainie (ukr. Об’єднана єврейська громада) wybrała go swoim nowym przewodniczącym w miejsce Wadyma Rabinowycza.
2 marca 2014 r., w czasie agresji rosyjskiej na Krymie, rząd Ukrainy mianował go gubernatorem obwodu dniepropietrowskiego, którą to funkcję pełnił do 24 marca 2015. Opowiedział się za utrzymaniem integralności terytorialnej Ukrainy, finansując m.in. paliwo dla ukraińskich oddziałów.

## Odznaczenia
- Order „Za zasługi” III kl.: 2006[6]